# Caedite eos. Novit enim Dominus qui sunt eius
«Caedite eos. Novit enim Dominus qui sunt eius» (буквально «Убейте их. Знает ибо Господь тех, кто его», больше известна как «Убивайте всех, Господь узнает своих») — крылатая фраза, которую перед штурмом Безье 22 июля 1209 года произнёс командующий крестоносцев, направленных против альбигойцев. Считается (согласно Цезарию Гейстербахскому), что её автором был папский легат и цистерцианский аббат Арно Амальрик, руководивший штурмом города. Фраза отсылает ко Второму посланию к Тимофею (2:19).
Менее формализованные переводы с латыни на английский язык породили такие варианты, как «Убей их всех, Бог узнает своих», «Убей их всех, Бог рассортирует своих» или «Убей их всех, и пусть Бог рассортирует их». В некоторых современных источниках эта цитата приводится как «Neca eos omnes. Deus suos agnoscet» и «Neca eos omnes. Deus suos agnoscet», что, очевидно, является обратным переводом с английского.

## Обстоятельства
В собственной версии осады Амальрика, описанной в его письме Папе Иннокентию III в августе 1209 года, говорится:
Пока ещё шли переговоры с баронами об освобождении тех, кто в городе считался католиком, слуги и другие лица низкого ранга и без оружия напали на город, не дожидаясь приказа от своих вождей. К нашему изумлению, с криками «К оружию, к оружию!», в течение двух-трех часов они пересекли рвы и стены, и Безье был взят. Наши мужчины не щадили никого, независимо от звания, пола и возраста, и предали мечу почти 20 000 человек. После этой великой бойни весь город был разграблен и сожжён…
Примерно через тринадцать лет Цезарий из Гейстербаха рассказывает эту историю о резне, причем папский легат цитируется словами Caedite eos. Caedite eos:
Когда они узнали, по признанию некоторых из них, что там были католики вперемешку с еретиками, они сказали аббату: «Господин, что нам делать, ибо мы не можем отличить верующих от еретиков». Аббат, как и другие, боялся, что многие, в страхе перед смертью, притворятся католиками и после их ухода вернутся к своей ереси, и, как говорят, ответил: «Убейте их всех, ибо Господь знает тех, кто Его» (2 Тим. 2:19), и потому в том городе было убито бесчисленное множество.
Цезарий не заявил определённо, что это предложение было произнесено, он написал, что Амальрик, «как сообщается, сказал это» (dixisse fertur в исходном тексте). Мало кто сомневается, что эти слова уловили дух штурма и что Арно и его крестоносцы планировали убить жителей любой крепости, оказавшей сопротивление. Крестоносцы (которых Арно называл nostri, «наши люди») неистовствовали и убивали безудержно. И Арно, и Цезарий были цистерцианцами. Арно был главой цистерцианского ордена в то время, и Цезарию требовалось одобрение, поэтому маловероятно, что предполагаемый приказ Арно, о котором сообщил Цезарий, в то время рассматривался как плохо отражающийся на Арно. Напротив, этот инцидент был включен в качестве примера в «Книгу чудес» Цеазария, потому что (по крайней мере, для цистерцианцев) он хорошо отразился на Арно.

## Значение
Альбигойский крестовый поход был направлен на ликвидацию катаризма — религиозного движения, осужденного католической церковью как еретическое. Безье не был оплотом катаров, но, согласно современным католическим записям, здесь проживало почти 20 000 крещёных католиков и чуть более 300 крещёных катаров. Явленная с трудностью отличить католиков от катаров, особенно если люди могут искажать свои собственные убеждения, эта фраза указывала на то, что Бог будет судить тех, кто был убит, и, соответственно, «сортирует» их в рай или ад.
Эта фраза является частичной цитатой из версии Второго послания к Тимофею из Вульгаты (лат. cognovit Dominus qui sunt eius). В версии короля Якова английский перевод стиха 2:19 звучит так: «Тем не менее основание Божие стоит твердо, имея эту печать: Господь знает Своих».

## В культуре
Фраза активно использовалась военнослужащими США во время различных военных конфликтов, таких как Вьетнамская война и Война против терроризма (в варианте «Убей их всех. Пусть Аллах разберётся с ними») как неофициальный лозунг некоторых подразделений.
В видеоигре Duke Nukem 3D персонаж использует это выражение после убийства инопланетян.
В видеоигре Far Cry 4 в русской локализации агент Уиллис Хантли подчищая хвосты за ЦРУ, мотивирует главного героя фразой «Мочи всех подряд, господь своих опознает».
В эпизоде мультсериала «Симпсоны» «Мальчик, который слишком много знал» Барт обеспокоен тем, что невиновный человек может попасть в тюрьму, и говорит об этом Мардж. Пытаясь успокоить Барта, та говорит: «Ну, Барт, твой дядя Артур поговаривал: «Расстреляй их всех и отдай Богу их разбирать».
В видеоигре «Мор» главный герой может использовать это выражение в разговоре с местными жителями, когда те спрашивают его о совете.
В песне «Берегись» рок-группы «Мастер» есть строчка: «Больше дров — будет слaвный костёр. Жгите всех, Бог узнaет своих».